# St. Nikolai (Langenstein)

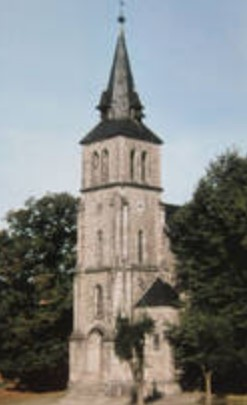
Kirche Langenstein, 1977 gesprengt

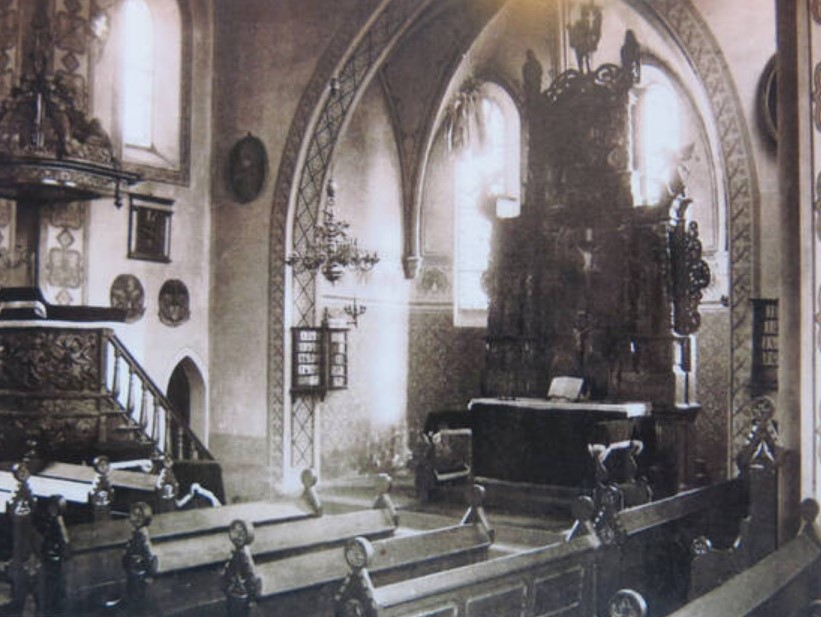
Kirche Langenstein, Innenansicht

St. Nikolai war die evangelische Kirche in Langenstein, jetzt Ortsteil von Halberstadt in Sachsen-Anhalt. 1888 erbaut, musste sie 1975 verkauft werden und wurde 1977 gegen den Willen der Kirchengemeinde gesprengt.

## Geschichte
Langenstein hatte vor dem im Jahr 1888 vollendeten Kirchenbau bereits ein Gotteshaus.
Zur DDR-Zeit in den 1970er Jahren wurden Bitt-Anfragen der Langensteiner Kirchengemeinde nach Material zur Sanierung des Kirchendachs staatlicherseits zunächst nicht bewilligt (Baumaterial aller Art war in der DDR nur auf Zuteilung und mit Genehmigung zu bekommen). Als die Materialbeschaffung gestattet wurde, wurde jedoch die Finanzierung versagt. In das undichte Dach drang weiter Regenwasser ein und der Hausbock schädigte das Holz.
Die staatliche Bauaufsicht stellte daher die Alternative: vollständige Instandsetzung oder Totalabbruch. Doch die Kirchengemeinde hatte für keine der beiden Varianten das Geld. So war sie aufgrund dieser Umstände gezwungen, das reparaturbedürftige, doch erhaltenswerte Gotteshaus am 11. August 1975 an die Gemeinde Langenstein zu verkaufen. Als Kaufpreis hatte die staatliche Gemeindeverwaltung die Summe angesetzt, die sie für die Übernahme der Abrisskosten veranschlagt hatte.
Für das örtliche kirchliche Gemeindeleben richtete sich die Kirchengemeinde im einstigen Wohn- und Musikzimmer des Pfarrhauses ihren Gemeinderaum ein, wo seither die Gottesdienste stattfanden.
Nach dem Zwangsverkauf der Kirche durfte die Kirchengemeinde ab dem Jahr 2001 zu großen Gottesdiensten die römisch-katholische St.-Franziskus-Kapelle mitnutzen. Auch gab es die Idee, einen Glockenturm an die Kapelle zu setzen. Die Glocke für den Glockenturm war 1694 gegossen worden als Geschenk der Altstadt-Gemeinde Magdeburg an die Langensteiner St.-Nicolai-Gemeinde. Am 15. Dezember 2003 wurde der Glockenturm von Bischof Axel Noack und Pater Petrus von der Huysburg eingeweiht. Seitdem ruft die Glocke wieder zum Gebet.
Bis zu dem Zeitpunkt, als sich die römisch-katholische Kirche aus Langenstein zurückzog und ihre Kapelle der evangelischen Gemeinde im Jahr 2019 verkaufte, wurde die Kapelle simultan genutzt; es fanden auch ökumenische Gottesdienste statt.

## Jüngere Vergangenheit und Gegenwart
Die einstige römisch-katholische Kapelle St. Franziskus in Langenstein, die einige Jahre als Simultankirche von der römisch-katholischen und der evangelischen Gemeinde genutzt wurde, dient nach Rückzug der römisch-katholischen Kirchengemeinde als evangelisches Gotteshaus des Ortes.

## Varia
- Der Altar und ein Teil der Kanzel der abgerissenen Kirche sind in der Dorfkirche Anderbeck verbaut, das Taufbecken kam nach Stendal.[2]